# Bothriocephalus atherinae
Bothriocephalus atherinae is een lintworm (Platyhelminthes; Cestoda). De worm is tweeslachtig. De soort leeft als parasiet in andere dieren.
Het geslacht Bothriocephalus, waarin de lintworm wordt geplaatst, wordt tot de familie Bothriocephalidae gerekend. De wetenschappelijke naam van de soort werd voor het eerst geldig gepubliceerd in 1949 door Chernyshenko.